# اگر مرا می‌شناسی
اگر مرا می‌شناسی (به تامیلی: Yennai Arindhaal) یا آشنای ناشناس فیلمی محصول سال ۲۰۱۵ و به کارگردانی گاتوم واسودو منون است. در این فیلم بازیگرانی همچون آجیت کومار، آرون ویجی، تریشا، آنوشکا شتی، آنیکها، ویوک، پارواتی نایر، سوهان و اشیش ویدیارتی ایفای نقش کرده‌اند.